# Phryxe vulgaris
Phryxe vulgaris là một loài ruồi trong họ Tachinidae.